# Oluf Thesen
Oluf Johan Gudbrand Thesen, född 16 juni 1830 i Kristiania, död 27 januari 1895 i Ås, var en norsk veterinär.
Thesen studerade 1853–55 i Köpenhamn, blev lärare i veterinärvetenskap och zoologi vid Den høyere landbruksskole i Ås, var från 1888 ordförande i Norsk dyrlægeforening och redaktör för dess organ "Tidsskrift for veterinærer", var dessutom en av samtidens mest produktiva och allsidiga norska författare på lantbruksvetenskapens område.